# Михалкова Тетяна Євгеніївна
Тетяна Євгенівна Михалкова, до шлюбу Соловйова (нар. 14 лютого 1947, Зальфельд, Тюрингія, Німеччина) — радянська та російська громадська діячка, перекладачка, модельєрка, акторка. Президентка Благодійного фонду «Російський силует», модель, перекладачка, акторка.

## Біографія
Народилася 1947 року в Німеччині. Батько — Євген Соловйов був військовим, мати — Таїсія Георгіївна Малихіна — кандидатка історичних наук.
Дитинство провела в Воронежі, де навчалася в англійській спецшколі. Закінчила Московський державний інститут іноземних мов імені Моріса Тореза, а після його закінчення якийсь час підробляла перекладачкою.
Стала провідною моделлю в Загальносоюзному Будинку Моделей одягу на Кузнецькому мосту і представляла країну на зарубіжних показах. А крім того — була улюбленицею В'ячеслава Зайцева. Брала участь у показі для першої леді США Пет Ніксон і подружжя Генерального секретаря ЦК КПРС Вікторії Брежнєвої, у зйомках для єдиного в СРСР «Журналу мод».
Після зустрічі з Микитою Михалковим і народження двох дітей розлучилася з професією моделі, зайнялася перекладами дитячої літератури російською мовою, викладала англійську мову в Московській художньо-промисловій академії.
У 1997 році заснувала й очолила Благодійний фонд «Російський силует». Фонд створений для підтримки молодих дизайнерів, а також збереження національних культурних традицій. Фондом засновано Міжнародний конкурс молодих дизайнерів, який підтримують відомі дизайнери та фахівці у сфері моди: В'ячеслав Зайцев, Валентин Юдашкін, Вікторія Андреянова, Ігор Чапурін, Тетяна Парфьонова, Ірина Крутікова, Наталія Туровникова, Віталій Козак тощо.

## Родина
- Перший чоловік — Олександр Сергійович Шигаєв, кандидат педагогічних наук, фахівець зі спортивної психології.
- Другий чоловік (1973 — дотепер) — Микита Сергійович Михалков, кінорежисер.

У шлюбі троє дітей:
- Ганна (нар. 1974), акторка, телеведуча;
- Артем (нар. 1975), режисер, актор, телеведучий;
- Надія (нар. 1986), акторка, телеведуча.

## Нагороди
- 2001 р. — Звання «Почесний член російської академії мистецтв» за великий внесок у розвиток вітчизняного дизайну.
- 2001 р. — лауреатка Національної премії громадського визнання досягнень жінок «Олімпія» Російської Академії бізнесу та підприємництва[1].
- 2003 р. — «Професійна ступінь доктора креативних мистецтв» Міжнародного академічного акредитаційного та атестаційного комітету (МАААК)
- 2003 р. — Почесна грамота від «Ordine di S. Giovanni di Gerusalemme» о. Сицилія президенту Благодійного фонду «Русский Сидуэт» Тетяні Михалковій.
- 2006 р. — Орден за великий особистий внесок у розвиток гуманітарного співробітництва в ім'я високих ідеалів ЮНЕСКО та реалізації програм, від Московського Міжнародного Фонду Сприяння ЮНЕСКО.
- 2007 р. — Орден «Милосердя в ім'я Росії» за активну творчу діяльність з відродження держави Російського з занесенням імені до «Книги пошани та честі Росії».
- 2008 р. — Орден «Першодрукаря Івана Федорова».
- 2009 р. — Звання Академіка Національної Академії Індустрії Моди (НАІМ).
- З 2009 року — член-кореспондент Російської академії мистецтв.
- 2011 р. — Віцепрезидентка Російської Національної академії індустрії моди (НАІМ).
- 2011 р. — звання члена-кореспондента Російська академія мистецтв за істотний внесок у розвиток російського дизайну.
- 2015 р. — Почесна Грамота Міністерства промисловості та торгівлі Російської Федерації за особливий внесок у розвиток промисловості Росії.
- 2016 р. — Золота медаль імені Льва Миколаєва[2] — за вагомий внесок у просвіту, популяризацію досягнень науки і культури.
- 2017 р. — медаль ордена «За заслуги перед Вітчизною» II ступеня за великий внесок у розвиток вітчизняної культури, мистецтва, засобів масової інформації та багаторічну плідну діяльність[3][4].

## Акторська діяльність
- 1974 — «Свій серед чужих, чужий серед своїх» — дівчина зі спогадів отамана Брилова
- 1996 — «Російський проєкт» — дружина космонавта
- 1997 — Благодійний фонд «Російський силует»
- 2005 — «Жінки Микити Михалкова»
- 2005 — «Регіна Збарська. Тіло державної важливості»
- 2007 — «Краса по-радянськи. Доля манекенниці»
- 2010 — «Микита Михалков. Територія кохання»
- 2010 — «Микита Михалков. Самі з вусами»
- 2013 — «Невідомі Михалкови»
- 2016 — «Складно бути Михалковим?»
- 2018 — «Слава і самотність»